# Opogona serta
Opogona serta är en fjärilsart som beskrevs av Walsingham 1914. Opogona serta ingår i släktet Opogona och familjen äkta malar. Inga underarter finns listade i Catalogue of Life.